# Сонора (Каліфорнія)
Сонора (англ. Sonora) — місто (англ. city) в США, в окрузі Туолемі штату Каліфорнія. Населення — 5003 особи (2020).

## Географія
Сонора розташована за координатами 37°58′54″ пн. ш. 120°22′58″ зх. д. / 37.98167° пн. ш. 120.38278° зх. д. (37.981692, -120.382663).  За даними Бюро перепису населення США в 2010 році місто мало площу 7,97 км², з яких 7,94 км² — суходіл та 0,04 км² — водойми.

### Клімат
| Клімат : Сонора         | Клімат : Сонора | Клімат : Сонора | Клімат : Сонора | Клімат : Сонора | Клімат : Сонора | Клімат : Сонора | Клімат : Сонора | Клімат : Сонора | Клімат : Сонора | Клімат : Сонора | Клімат : Сонора | Клімат : Сонора | Клімат : Сонора |
| Показник                | Січ.            | Лют.            | Бер.            | Квіт.           | Трав.           | Черв.           | Лип.            | Серп.           | Вер.            | Жовт.           | Лист.           | Груд.           | Рік             |
| Абсолютний максимум, °C | 23,9            | 25,6            | 28,9            | 33,3            | 39,4            | 45,0            | 45,0            | 43,3            | 42,2            | 37,8            | 31,7            | 27,2            | 45,0            |
| Середній максимум, °C   | 12,5            | 14,4            | 16,9            | 20,3            | 25,1            | 30,1            | 34,7            | 33,9            | 30,4            | 24,4            | 17,5            | 13,1            | 22,8            |
| Середній мінімум, °C    | 0,8             | 1,9             | 3,3             | 5,4             | 8,2             | 11,5            | 14,8            | 14,1            | 11,5            | 7,3             | 3,4             | 1,0             | 6,9             |
| Абсолютний мінімум, °C  | −10,6           | −9,4            | −6,7            | −4,4            | −4,4            | 0,6             | 3,9             | 4,4             | 0,6             | −3,9            | −6,1            | −13,3           | −13,3           |
| Норма опадів, мм        | 156             | 141             | 130             | 70              | 32              | 8               | 1               | 2               | 10              | 41              | 88              | 137             | 816             |
| ----------------------- | --------------- | --------------- | --------------- | --------------- | --------------- | --------------- | --------------- | --------------- | --------------- | --------------- | --------------- | --------------- | --------------- |
| Джерело:                |                 |                 |                 |                 |                 |                 |                 |                 |                 |                 |                 |                 |                 |

## Демографія
Згідно з переписом 2010 року, у місті мешкали 4903 особи в 2199 домогосподарствах у складі 1113 родин. Густота населення становила 615 осіб/км².  Було 2463 помешкання (309/км²).
Расовий склад населення:
| - 89,8 % — білих - 1,9 % — корінних американців - 1,6 % — азіатів - 0,5 % — чорних або афроамериканців - 0,2 % — вихідців з тихоокеанських островів - 1,7 % — осіб інших рас |

До двох чи більше рас належало 4,2 %. Частка іспаномовних становила 11,1 % від усіх жителів.
За віковим діапазоном населення розподілялося таким чином: 19,9 % — особи молодші 18 років, 63,5 % — особи у віці 18—64 років, 16,6 % — особи у віці 65 років та старші. Медіана віку мешканця становила 39,7 року. На 100 осіб жіночої статі у місті припадало 93,0 чоловіків;  на 100 жінок у віці від 18 років та старших — 89,9 чоловіків також старших 18 років.
Середній дохід на одне домашнє господарство  становив 54 836 доларів США (медіана — 34 605), а середній дохід на одну сім'ю — 68 504 долари (медіана — 44 000). Медіана доходів становила 42 841 долар для чоловіків та 34 973 долари для жінок. За межею бідності перебувало 28,0 % осіб, у тому числі 45,4 % дітей у віці до 18 років та 11,2 % осіб у віці 65 років та старших.
Цивільне працевлаштоване населення становило 2050 осіб. Основні галузі зайнятості: освіта, охорона здоров'я та соціальна допомога — 26,6 %, роздрібна торгівля — 15,4 %, мистецтво, розваги та відпочинок — 13,4 %.